# Leucophenga disjuncta
Leucophenga disjuncta är en tvåvingeart som beskrevs av Bachli 1971. Leucophenga disjuncta ingår i släktet Leucophenga och familjen daggflugor. Inga underarter finns listade i Catalogue of Life.